# Coppa Italia 1981/82
Die Coppa Italia 1981/82, den Fußball-Pokalwettbewerb für Vereinsmannschaften in Italien der Saison 1981/82, gewann Inter Mailand. Inter traf im Finale auf Torino Calcio und konnte die Coppa Italia zum dritten Mal gewinnen. Mit 1:0 und 1:1 setzte sich die Mannschaft von Trainer Eugenio Bersellini durch. Man wurde Nachfolger des AS Rom, das sich im Vorjahr ebenfalls gegen Torino Calcio durchgesetzt hatte, diesmal allerdings bereits im Viertelfinale scheiterte.
Als italienischer Pokalsieger 1981/82 qualifizierte sich Inter Mailand für den Europapokal der Pokalsieger des folgenden Jahres, wo man im Viertelfinale gegen den spanischen Vertreter Real Madrid unterlag und ausschied.

## Gruppenphase
AS Rom hatte als Titelverteidiger ein Freilos für die 1. Gruppenphase.

### Gruppe 1
| Pl. | Verein         | Sp. | S | U | N | Tore    | Diff. | Punkte |
| --- | -------------- | --- | - | - | - | ------- | ----- | ------ |
| 1.  | Torino Calcio  | 4   | 3 | 0 | 1 | 006:100 | +5    | 06     |
| 2.  | Juventus Turin | 4   | 2 | 1 | 1 | 007:400 | +3    | 05     |
| 3.  | AC Perugia     | 4   | 1 | 3 | 0 | 004:300 | +1    | 05     |
| 4.  | Rimini Calcio  | 4   | 1 | 1 | 2 | 003:500 | −2    | 03     |
| 5.  | SS Cavese      | 4   | 0 | 1 | 3 | 000:700 | −7    | 01     |

| 1. Spieltag    |     |                |
| AC Perugia     | 1:0 | Torino Calcio  |
| Rimini Calcio  | 1:3 | Juventus Turin |
| 2. Spieltag    |     |                |
| SS Cavese      | 0:2 | Juventus Turin |
| Torino Calcio  | 2:0 | Rimini Calcio  |
| 3. Spieltag    |     |                |
| Juventus Turin | 2:2 | AC Perugia     |
| Rimini Calcio  | 2:0 | SS Cavese      |
| 4. Spieltag    |     |                |
| AC Perugia     | 0:0 | Rimini Calcio  |
| Torino Calcio  | 3:0 | SS Cavese      |
| 5. Spieltag    |     |                |
| SS Cavese      | 0:0 | AC Perugia     |
| Juventus Turin | 0:1 | Torino Calcio  |

### Gruppe 2
| Pl. | Verein         | Sp. | S | U | N | Tore    | Diff. | Punkte |
| --- | -------------- | --- | - | - | - | ------- | ----- | ------ |
| 1.  | US Catanzaro   | 4   | 2 | 2 | 0 | 007:100 | +6    | 06     |
| 2.  | US Palermo     | 4   | 1 | 3 | 0 | 003:200 | +1    | 05     |
| 3.  | AC Pistoiese   | 4   | 1 | 2 | 1 | 003:300 | ±0    | 04     |
| 4.  | AC Cesena      | 4   | 1 | 1 | 2 | 003:500 | −2    | 03     |
| 5.  | Catania Calcio | 4   | 1 | 0 | 3 | 002:700 | −5    | 02     |

| 1. Spieltag    |     |                |
| AC Cesena      | 1:0 | Catania Calcio |
| AC Pistoiese   | 1:1 | US Palermo     |
| 2. Spieltag    |     |                |
| Catania Calcio | 0:4 | US Catanzaro   |
| AC Pistoiese   | 1:0 | AC Cesena      |
| 3. Spieltag    |     |                |
| Catania Calcio | 2:1 | AC Pistoiese   |
| US Palermo     | 0:0 | US Catanzaro   |
| 4. Spieltag    |     |                |
| US Catanzaro   | 0:0 | AC Pistoiese   |
| AC Cesena      | 1:1 | US Palermo     |
| 5. Spieltag    |     |                |
| US Catanzaro   | 3:1 | AC Cesena      |
| US Palermo     | 1:0 | Catania Calcio |

### Gruppe 3
| Pl. | Verein         | Sp. | S | U | N | Tore    | Diff. | Punkte |
| --- | -------------- | --- | - | - | - | ------- | ----- | ------ |
| 1.  | Inter Mailand  | 4   | 2 | 2 | 0 | 009:300 | +6    | 06     |
| 2.  | Hellas Verona  | 4   | 3 | 0 | 1 | 007:300 | +4    | 06     |
| 3.  | AC Mailand     | 4   | 2 | 1 | 1 | 008:400 | +4    | 05     |
| 4.  | SPAL Ferrara   | 4   | 0 | 2 | 2 | 002:500 | −3    | 02     |
| 5.  | Pescara Calcio | 4   | 0 | 1 | 3 | 000:110 | −11   | 01     |

| 1. Spieltag    |     |                |
| Pescara Calcio | 0:4 | Inter Mailand  |
| Hellas Verona  | 2:0 | AC Mailand     |
| 2. Spieltag    |     |                |
| Inter Mailand  | 2:0 | Hellas Verona  |
| Pescara Calcio | 0:0 | SPAL Ferrara   |
| 3. Spieltag    |     |                |
| AC Mailand     | 5:0 | Pescara Calcio |
| SPAL Ferrara   | 1:1 | Inter Mailand  |
| 4. Spieltag    |     |                |
| AC Mailand     | 1:0 | SPAL Ferrara   |
| Hellas Verona  | 2:0 | Pescara Calcio |
| 5. Spieltag    |     |                |
| Inter Mailand  | 2:2 | AC Mailand     |
| SPAL Ferrara   | 1:3 | Hellas Verona  |

### Gruppe 4
| Pl. | Verein                | Sp. | S | U | N | Tore    | Diff. | Punkte |
| --- | --------------------- | --- | - | - | - | ------- | ----- | ------ |
| 1.  | Sampdoria Genua       | 4   | 2 | 1 | 1 | 005:200 | +3    | 05     |
| 2.  | Cagliari Calcio       | 4   | 1 | 3 | 0 | 003:200 | +1    | 05     |
| 3.  | US Lecce              | 4   | 0 | 4 | 0 | 004:400 | ±0    | 04     |
| 4.  | FC Como               | 4   | 0 | 3 | 1 | 003:400 | −1    | 03     |
| 5.  | Sambenedettese Calcio | 4   | 0 | 3 | 1 | 002:500 | −3    | 03     |

| 1. Spieltag           |     |                       |
| Cagliari Calcio       | 1:1 | US Lecce              |
| Sampdoria Genua       | 1:0 | FC Como               |
| 2. Spieltag           |     |                       |
| FC Como               | 1:1 | Sambenedettese Calcio |
| US Lecce              | 0:0 | Sampdoria Genua       |
| 3. Spieltag           |     |                       |
| US Lecce              | 2:2 | FC Como               |
| Sambenedettese Calcio | 0:0 | Cagliari Calcio       |
| 4. Spieltag           |     |                       |
| Cagliari Calcio       | 2:1 | Sampdoria Genua       |
| Sambenedettese Calcio | 1:1 | US Lecce              |
| 5. Spieltag           |     |                       |
| FC Como               | 0:0 | Cagliari Calcio       |
| Sampdoria Genua       | 3:0 | Sambenedettese Calcio |

### Gruppe 5
| Pl. | Verein        | Sp. | S | U | N | Tore    | Diff. | Punkte |
| --- | ------------- | --- | - | - | - | ------- | ----- | ------ |
| 1.  | SSC Neapel    | 4   | 2 | 2 | 0 | 003:000 | +3    | 06     |
| 2.  | AS Bari       | 4   | 0 | 4 | 0 | 003:300 | ±0    | 04     |
| 3.  | US Avellino   | 4   | 0 | 4 | 0 | 001:100 | ±0    | 04     |
| 4.  | Ascoli Calcio | 4   | 1 | 2 | 1 | 005:600 | −1    | 04     |
| 5.  | US Cremonese  | 4   | 0 | 2 | 2 | 001:300 | −2    | 02     |

| 1. Spieltag   |     |               |
| AS Bari       | 0:0 | SSC Neapel    |
| US Cremonese  | 0:0 | US Avellino   |
| 2. Spieltag   |     |               |
| Ascoli Calcio | 1:1 | US Avellino   |
| AS Bari       | 0:0 | US Cremonese  |
| 3. Spieltag   |     |               |
| Ascoli Calcio | 3:3 | AS Bari       |
| SSC Neapel    | 1:0 | US Cremonese  |
| 4. Spieltag   |     |               |
| US Avellino   | 0:0 | SSC Neapel    |
| US Cremonese  | 0:1 | Ascoli Calcio |
| 5. Spieltag   |     |               |
| US Avellino   | 0:0 | AS Bari       |
| SSC Neapel    | 2:0 | Ascoli Calcio |

### Gruppe 6
| Pl. | Verein         | Sp. | S | U | N | Tore    | Diff. | Punkte |
| --- | -------------- | --- | - | - | - | ------- | ----- | ------ |
| 1.  | AC Florenz     | 4   | 3 | 0 | 1 | 007:100 | +6    | 06     |
| 2.  | CFC Genua      | 4   | 2 | 2 | 0 | 002:000 | +2    | 06     |
| 3.  | FC Varese      | 4   | 2 | 1 | 1 | 005:500 | ±0    | 05     |
| 4.  | Brescia Calcio | 4   | 1 | 0 | 3 | 004:600 | −2    | 02     |
| 5.  | US Foggia      | 4   | 0 | 1 | 3 | 002:800 | −6    | 01     |

| 1. Spieltag    |     |                |
| Brescia Calcio | 0:1 | AC Florenz     |
| FC Varese      | 0:0 | CFC Genua      |
| 2. Spieltag    |     |                |
| Brescia Calcio | 2:1 | US Foggia      |
| CFC Genua      | 1:0 | AC Florenz     |
| 3. Spieltag    |     |                |
| US Foggia      | 1:2 | FC Varese      |
| CFC Genua      | 1:0 | Brescia Calcio |
| 4. Spieltag    |     |                |
| AC Florenz     | 2:0 | FC Varese      |
| US Foggia      | 0:0 | CFC Genua      |
| 5. Spieltag    |     |                |
| AC Florenz     | 4:0 | US Foggia      |
| FC Varese      | 3:2 | Brescia Calcio |

### Gruppe 7
| Pl. | Verein         | Sp. | S | U | N | Tore    | Diff. | Punkte |
| --- | -------------- | --- | - | - | - | ------- | ----- | ------ |
| 1.  | AC Reggiana    | 4   | 2 | 2 | 0 | 006:200 | +4    | 06     |
| 2.  | Udinese Calcio | 4   | 2 | 2 | 0 | 004:200 | +2    | 06     |
| 3.  | FC Bologna     | 4   | 1 | 2 | 1 | 004:400 | ±0    | 04     |
| 4.  | SC Pisa        | 4   | 1 | 1 | 2 | 003:400 | −1    | 03     |
| 5.  | Lazio Rom      | 4   | 0 | 1 | 3 | 002:700 | −5    | 01     |

| 1. Spieltag    |     |                |
| Lazio Rom      | 1:1 | FC Bologna     |
| SC Pisa        | 1:1 | Udinese Calcio |
| 2. Spieltag    |     |                |
| Lazio Rom      | 0:2 | AC Reggiana    |
| Udinese Calcio | 1:0 | FC Bologna     |
| 3. Spieltag    |     |                |
| AC Reggiana    | 2:0 | SC Pisa        |
| Udinese Calcio | 2:1 | Lazio Rom      |
| 4. Spieltag    |     |                |
| FC Bologna     | 1:0 | SC Pisa        |
| AC Reggiana    | 0:0 | Udinese Calcio |
| 5. Spieltag    |     |                |
| FC Bologna     | 2:2 | AC Reggiana    |
| SC Pisa        | 2:0 | Lazio Rom      |

## Viertelfinale
|               | Gesamt          |                 | Hinspiel | Rückspiel |
| ------------- | --------------- | --------------- | -------- | --------- |
| AC Reggiana   | 1:1 (3:5 i. E.) | Sampdoria Genua | 1:0      | 0:1       |
| Torino Calcio | (a)1:1(a)       | AC Florenz      | 0:0      | 1:1       |
| AS Rom        | (a)4:4(a)       | Inter Mailand   | 4:1      | 0:3       |
| US Catanzaro  | (a)2:2(a)       | SSC Neapel      | 0:1      | 2:1       |

## Halbfinale
|                 | Gesamt    |               | Hinspiel | Rückspiel |
| --------------- | --------- | ------------- | -------- | --------- |
| Inter Mailand   | (a)4:4(a) | US Catanzaro  | 2:1      | 2:3 n. V. |
| Sampdoria Genua | (a)2:2(a) | Torino Calcio | 2:1      | 0:1       |

## Finale

### Hinspiel
| Inter Mailand                     | Inter Mailand | Torino Calcio | Torino Calcio |
| --------------------------------- | --- | --- | ------------- |
| Inter Mailand                     | \| Finale \| \| 5. Mai 1982 in Mailand (San Siro) \| \| Ergebnis: 1:0 (1:0) \| \| Schiedsrichter: Paolo Bergamo \| | \| Finale \| \| 5. Mai 1982 in Mailand (San Siro) \| \| Ergebnis: 1:0 (1:0) \| \| Schiedsrichter: Paolo Bergamo \| | Torino Calcio |
| Inter Mailand                     | Ivano Bordon – Giuseppe Baresi, Giuseppe Bergomi, Graziano Bini, Giampiero Marini – Gabriele Oriali, Salvatore Bagni (86. Giancarlo Centi), Herbert Prohaska, Evaristo Beccalossi – Alessandro Altobelli, Aldo Serena Cheftrainer: Eugenio Bersellini | Giuliano Terraneo (72. Renato Copparoni) – Agatino Cuttone, Luigi Danova, Michel van de Korput, Paolo Beruatto – Dante Bertoneri, Giacomo Ferri, Renato Zaccarelli, Franco Ermini, Giuseppe Dossena – Paolino Pulici (76. Alessandro Bonesso) Cheftrainer: Massimo Giacomini | Torino Calcio |
| Inter Mailand                     | 1:0 Aldo Serena (40.) | | Torino Calcio |
| Finale                            | | |               |
| 5. Mai 1982 in Mailand (San Siro) | | |               |
| Ergebnis: 1:0 (1:0)               | | |               |
| Schiedsrichter: Paolo Bergamo     | | |               |

### Rückspiel
| Torino Calcio                            | Torino Calcio | Inter Mailand | Inter Mailand |
| ---------------------------------------- | --- | --- | ------------- |
| Torino Calcio                            | \| Finale \| \| 20. Mai 1982 in Turin (Stadio Communale) \| \| Ergebnis: 1:1 (1:1) \| \| Schiedsrichter: Giancarlo Redini \| | \| Finale \| \| 20. Mai 1982 in Turin (Stadio Communale) \| \| Ergebnis: 1:1 (1:1) \| \| Schiedsrichter: Giancarlo Redini \| | Inter Mailand |
| Torino Calcio                            | Renato Copparoni – Agatino Cuttone, Luigi Danova, Michel van de Korput, Paolo Beruatto – Dante Bertoneri, Giacomo Ferri, Franco Ermini (84. Claudio Sclosa), Giuseppe Dossena – Alessandro Bonesso, Pietro Mariani (73. Adelino Zennaro) Cheftrainer: Massimo Giacomini | Ivano Bordon – Giuseppe Baresi, Giuseppe Bergomi, Graziano Bini, Nazzareno Canuti, Giampiero Marini – Gabriele Oriali, Salvatore Bagni, Herbert Prohaska, Evaristo Beccalossi (79. Aldo Serena) – Alessandro Altobelli Cheftrainer: Eugenio Bersellini | Inter Mailand |
| Torino Calcio                            | 1:0 Agatino Cuttone (13.) | 1:1 Alessandro Altobelli (23.) | Inter Mailand |
| Finale                                   | | |               |
| 20. Mai 1982 in Turin (Stadio Communale) | | |               |
| Ergebnis: 1:1 (1:1)                      | | |               |
| Schiedsrichter: Giancarlo Redini         | | |               |